# ジャパンオープンボウリング選手権
ジャパンオープンボウリング選手権（Japan Open Bowling Championships）はJPBAが主催する日本最大規模のボウリング大会。男女合計賞金総額は1200万円（男子700万円・女子500万円）。優勝賞金は男子が150万円、女子120万円。

## 概要
本選手権は全日本プロ選手権と並び、日本ボウリング界最高峰の大会として1977年に第1回大会をスポニチ共催で東京板橋にあったハタボウリングセンターで開催。USBCマスターズとUSBCクイーンズ日本代表選考会を兼ねて開催。テレビ中継ではテレビ朝日『ビッグスポーツ』やテレビ東京『ザ・スターボウリング』で中継録画されていた時期もあった。時には東京ではなく1997年には本土復帰25周年を記念して沖縄で、1999年には宮崎、2002年には北九州、2004年には北海道の札幌で開催されていた。また2004年から2013年まではアメリカンボウリングサービス（ABS）がタイトルスポンサーとなって、ABSジャパンオープンボウリング選手権として開催されていた。2018年はハイ・スポーツ社が協賛し同社のブランドであるSTORMジャパンオープンボウリング選手権として開催された。
しかし建物の老朽化などからハタボウリングセンターが閉鎖され、2011年大会からは愛知県稲沢市の稲沢グランドボウルで開催されるようになり、共催者もそれより2019年まで中日新聞社・東海テレビ放送に変更。大会の模様は東海テレビとBSフジで1時間のダイジェスト放送されていた。しかし2014年と20年は中止となった。
2021年の第43回大会は中日・東海テレビが共催から退き、長野市のヤングファラオで開催された。2022年の第44回大会は稲沢グランドボウルに会場を戻す。

## 大会方式

### 出場資格
大会は男女別1チーム4名で出場登録を行う。以下の条件で登録を行う
- チーム戦は4名中プロは2名まで。
- ダブルス戦はプロ・アマもしくはアマ同士。

### オールエベンツ
大会前半はチーム戦、ダブルス戦、シングル戦を行い、選手は各パート3ゲーム(合計9ゲーム)を投球する。各部門ごとの表彰を行う。

### マスターズ・クイーンズ予選・準決勝
マスターズ・クイーンズ予選はシード選手とオールエベンツ上位選手(マスターズ150名・クイーンズ100名)が進み。8ゲーム投球の結果上位(マスターズ46名・クイーンズ32名)が準決勝に進む。準決勝は6ゲーム投球し予選と合せて合計14ゲームの上位8名がダブルエリミネーション方式の決勝に進む。

### マスターズ・クイーンズ決勝
勝者ゾーンと敗者ゾーンは3回戦までは2ゲームの合計で勝敗をつける。
3位決定戦は敗者ゾーン3回戦の勝者と勝者ゾーン決勝の敗者によって1ゲームで行われる。
優勝決定戦は3位決定戦の勝者と勝者ゾーン決勝の勝者による1ゲームで行われる。ただし勝者ゾーン勝者が敗れた場合は再優勝決定戦1ゲームを行う。

## 歴代優勝者
※はアマチュア。
| 年     | 回 | マスターズ     | クイーンズ                     |
| ------ | -- | -------------- | ------------------------------ |
| 1977年 | 1  | 半井清         |                                |
| 1978年 | 2  |                | 斉藤志乃ぶ                     |
| 1979年 | 3  |                |                                |
| 1980年 | 4  | 酒井武雄       | 杉本勝子                       |
| 1981年 | 5  |                |                                |
| 1982年 | 6  | 原田招雄       | 稲橋和枝                       |
| 1983年 | 7  | 保倉義孝       | 稲橋和枝                       |
| 1984年 | 8  | 山崎行夫       | 斉藤志乃ぶ                     |
| 1985年 | 9  |                |                                |
| 1986年 | 10 |                |                                |
| 1987年 | 11 | 原田招雄       | 小山康代                       |
| 1988年 | 12 | 塚原次雄       | 稲橋和枝                       |
| 1989年 | 13 | 中山範彦       | 笹原永子                       |
| 1990年 | 14 | 原田招雄       | 時本美津子                     |
| 1991年 | 15 |                | 時本美津子                     |
| 1992年 | 16 | 濱田常男※      |                                |
| 1993年 | 17 | 長谷宏         |                                |
| 1994年 | 18 |                |                                |
| 1995年 | 19 | 酒井武雄       | 時本美津子                     |
| 1996年 | 20 | 坂田重徳       |                                |
| 1997年 | 21 |                | 金田恵子                       |
| 1998年 | 22 | 西城正明       | 金田恵子                       |
| 1999年 | 23 | 矢島純一       | 時本美津子                     |
| 2000年 | 24 | 中沢奨         | 金田恵子                       |
| 2001年 | 25 | 西城正明       | 吉田真由美                     |
| 2002年 | 26 | ジョン・テハ   | 時本美津子                     |
| 2003年 | 27 | 谷口健         | 時本美津子                     |
| 2004年 | 28 | 玉井慎一郎     | 川口富美恵                     |
| 2005年 | 29 | ジョン・テハ   | 斉藤志乃ぶ                     |
| 2006年 | 30 | 青木彰彦       | 加藤八千代                     |
| 2007年 | 31 | 山本勲         | 関根直子                       |
| 2008年 | 32 | 山本勲         | 鷲塚志麻                       |
| 2009年 | 33 | 高橋延明       | 松岡美穂子                     |
| 2010年 | 34 | 川添奨太       | ウェンディー・マックファーソン |
| 2011年 | 35 | 川添奨太       | 佐々木菜月※                    |
| 2012年 | 36 | 坂田重徳       | 進博美                         |
| 2013年 | 37 | 高橋俊彦※      | 竹川ひかる※                    |
| 2014年 |    | 中止           | 中止                           |
| 2015年 | 38 | 森本健太       | 水谷若菜※                      |
| 2016年 | 39 | 永野すばる     | 木村真理※                      |
| 2017年 | 40 | 安里秀策※      | 松永裕美                       |
| 2018年 | 41 | 山本勲         | 松永裕美(2)                    |
| 2019年 | 42 | 永野すばる (2) | 松永裕美(3)                    |
| 2020年 |    | 中止           | 中止                           |
| 2021年 | 43 | 加藤祐哉       | 向谷優那※                      |
| 2022年 | 44 | 松浦和彦       | 幸木百合菜                     |
| 2023年 | 45 | 山本勲(4)      | 近藤菜帆                       |
| 2024年 | 46 | 宮澤拓哉       | 中島瑞葵                       |

## 外部サイト
- 日本プロボウリング協会